# Ana Derșidan-Ene-Pascu
Ana Derșidan-Ene-Pascu, née le 22 septembre 1944 à Bucarest (Roumanie) et morte le 6 avril 2022, est une escrimeuse et dirigeante sportive roumaine. Elle a été deux fois médaillée olympique et championne du monde au fleuret par équipes. Après sa carrière sportive, elle a dirigé la fédération roumaine d'escrime et occupé différentes fonctions au sein de 
la Fédération internationale d'escrime.

## Palmarès
- Jeux olympiques
  -  Médaille de bronze par équipes aux Jeux olympiques de 1972 à Munich
  -  Médaille de bronze par équipes aux Jeux olympiques de 1968 à Mexico

- Championnats du monde d'escrime
  -  Médaille d'or par équipes aux championnats du monde d'escrime 1969 à La Havane
  -  Médaille d'argent par équipes aux championnats du monde d'escrime 1970 à Ankara
  -  Médaille de bronze par équipes aux championnats du monde d'escrime 1974 à Grenoble
  -  Médaille de bronze par équipes aux championnats du monde d'escrime 1973 à Göteborg
  -  Médaille de bronze Individuelle aux championnats du monde d'escrime 1971 à Vienne
  -  Médaille de bronze par équipes aux championnats du monde d'escrime 1967 à Montréal
  -  Médaille de bronze par équipes aux championnats du monde d'escrime 1961 à Turin